# Leigrijze buizerd
De leigrijze buizerd (Buteogallus schistaceus, synoniem: Leucopternis schistaceus) is een roofvogel uit de familie van de Accipitridae (Havikachtigen).

## Verspreiding en leefgebied
Deze soort komt voor in het Zuid-Amerikaanse Amazonebekken van zuidelijk Venezuela tot oostelijk Bolivia en Brazilië.

## Status
De grootte van de populatie wordt geschat op enkele tienduizenden vogels. Op de Rode lijst van de IUCN heeft deze soort de status niet bedreigd.